# Véronique Sanson
Véronique Sanson (24 d'abril de 1949, Boulogne, França) és una cantautora francesa.

## Discografia
(en negreta, àlbums d'estudi)
- 1972 - Amoureuse
- 1972 - De l'autre côté de mon rêve
- 1974 - Le maudit
- 1976 - Vancouver
- 1976 - Live at the Olympia
- 1977 - Hollywood
- 1979 - 7ème
- 1981 - Laisse-la vivre
- 1981 - Au Palais des Sports
- 1985 - Véronique Sanson
- 1986 - Olympia 85
- 1988 - Moi le venin
- 1989 - A l'Olympia 89
- 1990 - Symphonique Sanson
- 1992 - Sans regrets
- 1993 - Zénith 93
- 1995 - Comme ils l'imaginent
- 1998 - Indestructible
- 1999 - D'un papillon à une étoile
- 2000 - Avec vous
- 2004 - Longue distance
- 2005 - Olympia 2005
- 2007 - Petits moments choisis
- 2008 - Et voilà